# Gadimyxa
Gadimyxa là một chi động vật thân nhớt.

## Loài
World Register of Marine Species công nhận các loài dưới đây:
- Gadimyxa arctica Køie, Karlsbakk & Nylund, 2007
- Gadimyxa atlantica Køie, Karlsbakk & Nylund, 2007
- Gadimyxa sphaerica Køie, Karlsbakk & Nylund, 2007